# Partei der Volksfreiheit (2010–2012)
Die Partei der Volksfreiheit „Für ein Russland ohne Willkür und Korruption“ (russisch: Партия народной свободы «За Россию без произвола и коррупции»), abgekürzt PARNAS (Парнас) war eine russische Partei, die im Dezember 2010 von einem Bündnis mehrerer oppositioneller Gruppen in Russland gegründet wurde und nach anderthalb Jahren, im Juni 2012, in der RPR-PARNAS aufging.

## Gründung

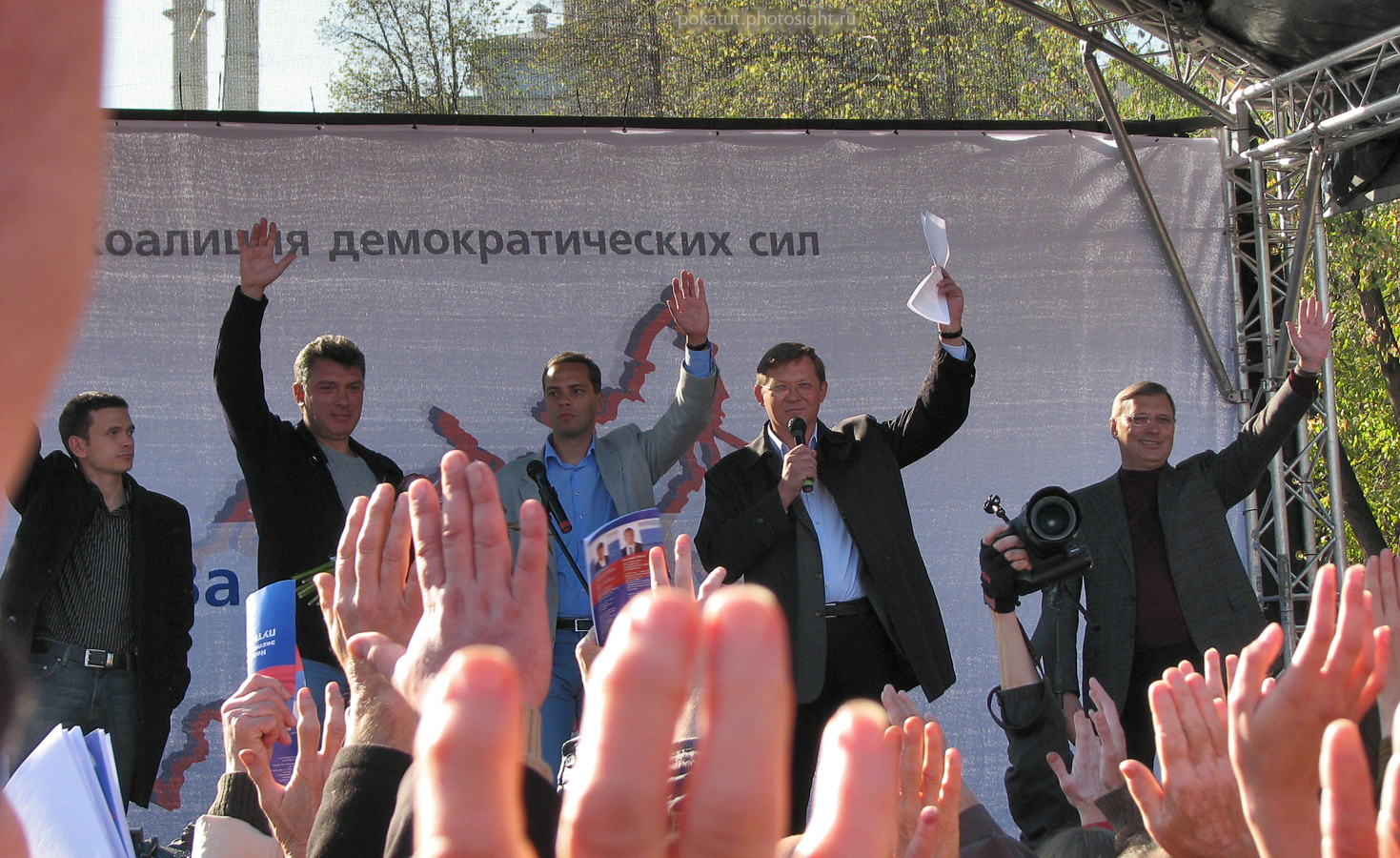
Erste öffentliche Zusammenkunft der Demokratischen Koalition „Für Russland ohne Willkür und Korruption“ am 9. Oktober 2010 in Moskau. Von links nach rechts: Boris Nemzow, Wladimir Milow, Wladimir Ryschkow, Michail Kasjanow.

Der eigentlichen Parteigründung ging die Gründung einer Demokratischen Koalition Für ein Russland ohne Willkür und Korruption im September 2010 voraus. Diese Koalition wurde maßgeblich vom ehemaligen Ministerpräsident Michail Kasjanow, dem ehemaligen Vize-Ministerpräsident Boris Nemzow, dem Finanzpolitiker Sergei Alexaschenko, dem Oppositionspolitiker Ilja Jaschin und dem ehemaligen liberalen Abgeordneten in der Staatsduma Wladimir Ryschkow Mitte September 2010 in Moskau initiiert.
Der ehemalige Schachweltmeister Garri Kasparow (Das andere Russland, Vereinigte Bürgerfront, Komitee 2008, Solidarnost) sollte zu einem späteren Zeitpunkt zur Demokratischen Koalition dazustoßen.
Es handelte sich um etwa den zehnten Versuch, in Russland ein Bündnis der zersplitterten demokratischen Kräfte zu schmieden.
Das Ziel dieser ursprünglich rein außerparlamentarischen Bewegung war es durch Gründung einer gemeinsamen Partei als vereinte Opposition zu den geplanten russischen Parlamentswahlen 2011 und zu den Präsidentenwahlen 2012 anzutreten. Dieses Ziel wurde jedoch nicht erreicht.
Die Partei beabsichtigte zur Teilnahme an den anstehenden föderalen Wahlen sich offiziell registrieren zu lassen, wurde jedoch am 22. Juni 2011 aufgrund von Mängeln im Antrag abgelehnt. Die unmittelbar darauffolgende Beschuldigung, dass die Ablehnung politisch motiviert sei, wies der damalige Präsident Dmitri Medwedew am 24. Juni 2011 in einem Gespräch mit Moskowskije Nowosti zurück und fügte hinzu, dass PARNAS lediglich die „toten Seelen“ aus ihrem Antrag entfernen solle, dann erhielten sie auch die Zulassung. PARNAS hatte bei der Einreichung des Zulassungsantrages am 23. Mai 2011 angegeben, dass die Partei mehr als 46'000 Mitglieder habe und über 53 regionale Büros verfüge.
Nach der Wiederzulassung der RPR (Republikanischen Partei Russlands) fusionierte PARNAS im Juni 2012 mit dieser zur Republikanische Partei Russlands – Partei der Volksfreiheit (RPR-PARNAS).

## Prominente Mitglieder
- Wladimir Ryschkow, ehemaliger liberaler Abgeordneter in der Staatsduma
- Michail Kassjanow, von Mai 2000 bis Februar 2004 Ministerpräsident (Das Volk für Demokratie und Gerechtigkeit)
- Boris Nemzow, unter Boris Jelzin 1997/1998 Vize-Ministerpräsident (Union der rechten Kräfte)
- Wladimir Milow, ehemaliger stellvertretender Energieminister der Russischen Föderation
- Ilja Jaschin (vormals Jabloko)
- Sergei Alexaschenko, Finanzpolitiker